# Casa Palacio Torre de Gabiria
La Casa Palacio de Gabiria o Torre de Gabiria es una torre medieval ubicada en la localidad guipuzcoana de Vergara, en el País Vasco, España que data del siglo XV, XVI y XVII.  Hace referencia a la casa solar de los Gabiria fue uno de los principales linajes de Guipúzcoa. Su participación en la guerra de bandos de los siglos XIV y XV fue muy destacada.Es la sede de la empresa textil TAVEX Sociedad Anónima.
Esta torre medieval fue desmochada en el siglo XV por orden del Rey Enrique IV, al igual que la de los Ozaeta, pero reconstruida en la segunda mitad de dicho siglo en el mismo emplazamiento.
En el siglo XVII se amplía el palacio (entre 1619 y 1634), construyéndose además las actuales ventanas, el escudo y la puerta de acceso y leyenda. Parece ser que en 1719 se incendia, y queda en muy mal estado, reforzándose posteriormente.

## Historia
En el País Vasco, las principales familias que componían los linajes de los diferentes bandos enfrentados eran:

### Gamboínos
- Escudo de Armas de la Casa de Gabiria Olaso en Elgóibar.
- Muguerza en Elgoibar.
- Balda en Azcoitia.
- Zarauz en Zarauz.
- Iraeta en Aizarna (Cestona).
- Zumaya o Gamboa en Zumaya.
- Jaolaza o Elgueta en Elgueta.
- Cegama de los Ladrones en Cegama.
- San Millán o Done María en Cizúrquil.
- Achega en Usúrbil.

### Oñacinos
- Lazcano en Lazcano.
- Loyola y Emparan en Azpeitia.
- Berástegui en Berástegui.
- Aguirre en Gaviria.
- Arriarán en Ormáiztegui.
- Yarza en Beasáin.
- Alcega o Alzaga en Hernani.
- Amézqueta en Amézqueta.
- Unzueta en Éibar.
- Ceráin en Ceráin.
- Lizaur en Andoáin.
- Murguía en Astigarraga.
- Ozaeta en Vergara.
- Gabiria en Vergara.
- Ugarte en Rentería.
- Butrón en Gatica.

## Descripción

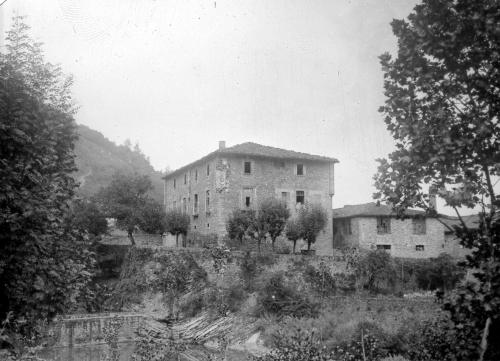
Foto tomada por Indalecio Ojanguren.

Se trata de un edificio de planta rectangular, construido mayoritariamente con mampostería. Se utilizó sillería en los recercados de huecos y garitones. La cubierta es a cuatro aguas de teja cerámica. Los garitones no la superan, quedándose cortados por los aleros. La esquina sureste, en vez de disponer garitón, lleva un escudo de grandes proporciones.
El edificio que se aprecia resulta de la reconstrucción y ampliación de la torre medieval. En los sótanos se mantienen muros que rondan el 1,30 m de espesor, formando el rectángulo de lo que pudo ser la torre original. En planta baja y primera se pierde uno de los muros. Existen tabiques de verganazo.
La fachada principal actual se adelanta sobre la original, disponiendo de cuatro ejes de huecos. La planta baja tiene pequeños huecos de ventilación y la puerta principal es listelada con inscripción superior. El piso primero se construye con balcones moldurados, siendo más grande el situado sobre la puerta principal. El segundo piso consta de ventanas recercadas. Todos los huecos, excepto la puerta, se encuentran tapiados con albañilería.
La fachada lateral derecha lleva la cicatriz de la ampliación, siendo los huecos de la zona ampliada como los de la fachada frontal. La zona más antigua tiene marcas de los huecos originales, dos ejes poco ordenados, que fueron sustituidos por un eje central.
Las otras fachadas tienen los huecos respondiendo a un criterio doméstico de apertura.
El sótano presenta vigas de grandes dimensiones. En el piso noble hay parte de solado que se encuentra enlosado.